# Grouches-Luchuel
Grouches-Luchuel és un municipi francès situat al departament del Somme i a la regió dels Alts de França. L'any 2007 tenia 567 habitants.

## Demografia

### Població

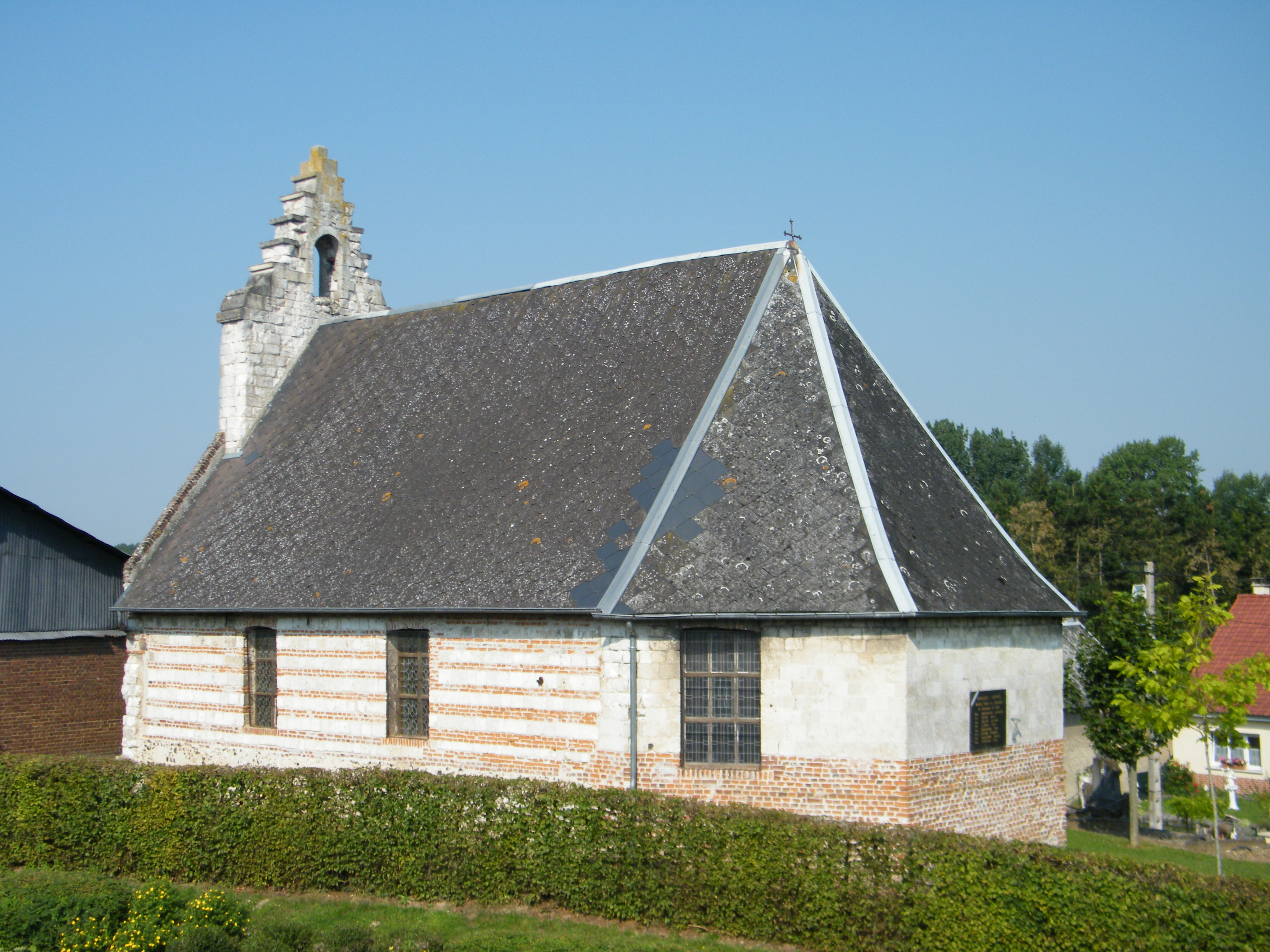
Església

El 2007 la població de fet de Grouches-Luchuel era de 567 persones. Hi havia 192 famílies de les quals 39 eren unipersonals (12 homes vivint sols i 27 dones vivint soles), 63 parelles sense fills, 78 parelles amb fills i 12 famílies monoparentals amb fills.
La població ha evolucionat segons el següent gràfic:
Habitants censats

### Habitatges
El 2007 hi havia 233 habitatges, 206 eren l'habitatge principal de la família, 16 eren segones residències i 11 estaven desocupats. 228 eren cases i 2 eren apartaments. Dels 206 habitatges principals, 185 estaven ocupats pels seus propietaris i 21 estaven llogats i ocupats pels llogaters; 5 tenien dues cambres, 22 en tenien tres, 47 en tenien quatre i 132 en tenien cinc o més. 173 habitatges disposaven pel capbaix d'una plaça de pàrquing. A 77 habitatges hi havia un automòbil i a 114 n'hi havia dos o més.

### Piràmide de població

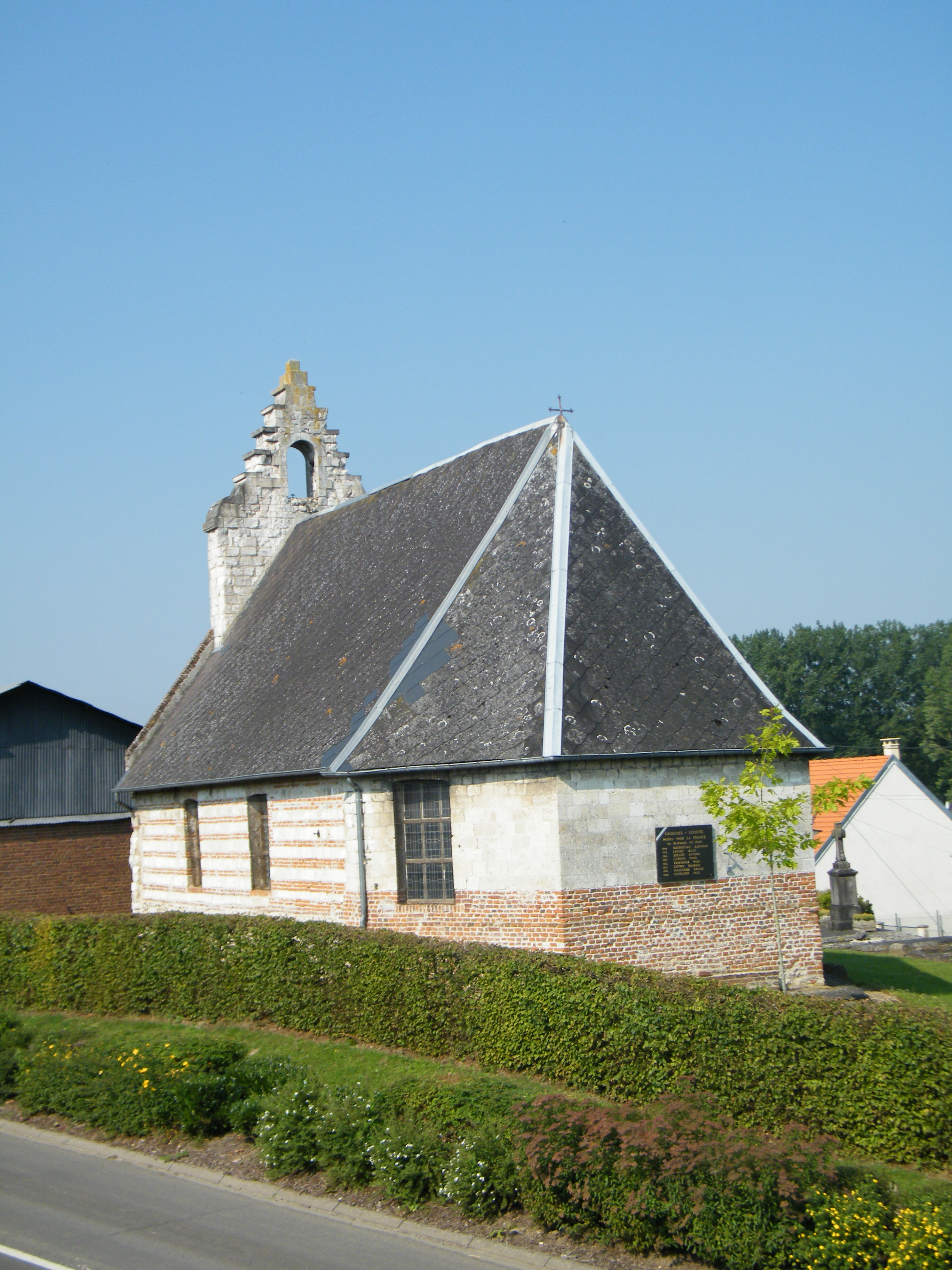

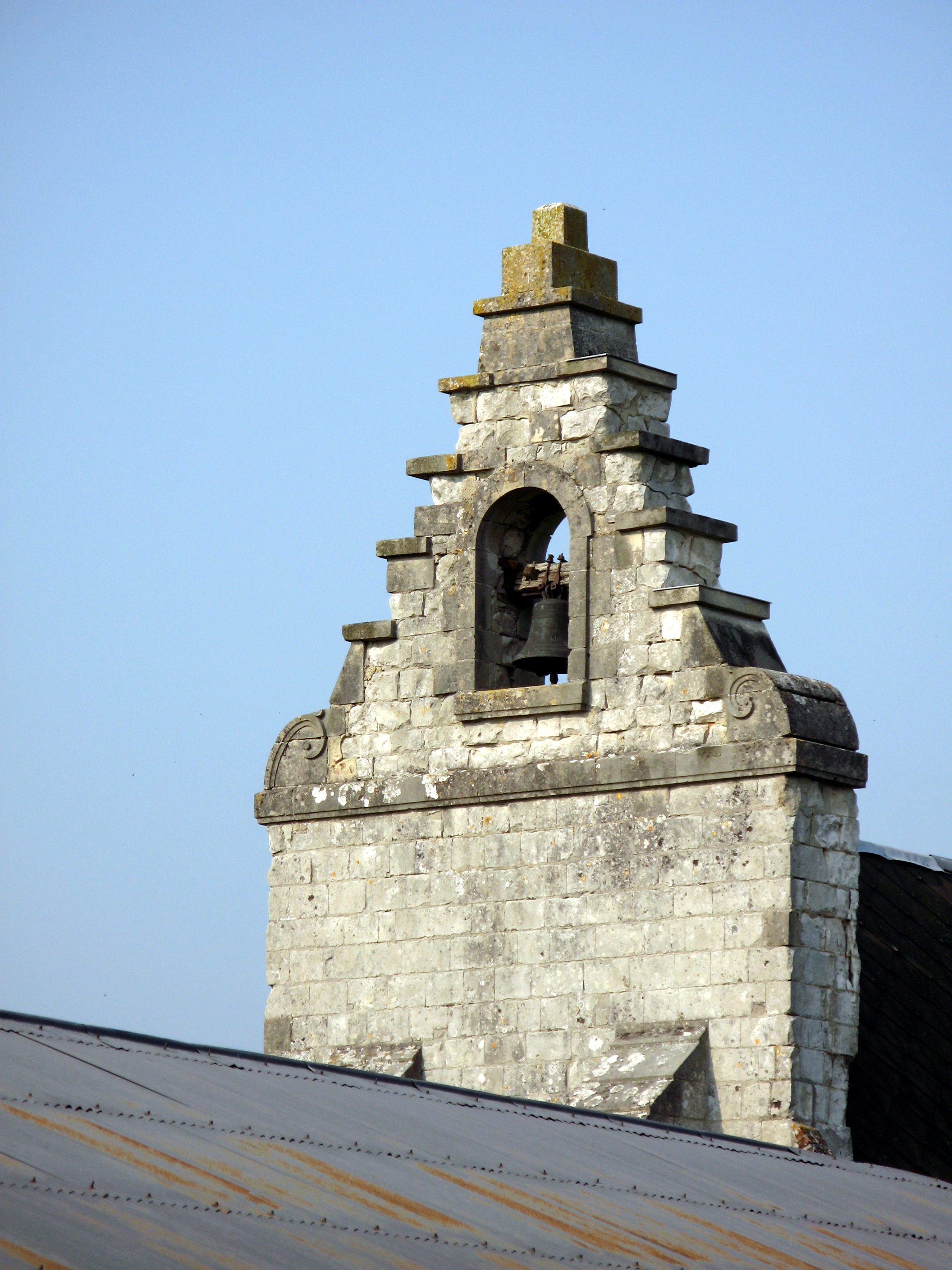

La piràmide de població per edats i sexe el 2009 era:
| Homes | Edats   | Dones |
| ----- | ------- | ----- |
| 0     | 95 o +  | 0     |
| 0     | 90 a 94 | 4     |
| 0     | 85 a 89 | 4     |
| 0     | 80 a 84 | 8     |
| 8     | 75 a 79 | 12    |
| 16    | 70 a 74 | 4     |
| 8     | 65 a 69 | 8     |
| 16    | 60 a 64 | 12    |
| 4     | 55 a 59 | 4     |
| 28    | 50 a 54 | 20    |
| 12    | 45 a 49 | 24    |
| 12    | 40 a 44 | 16    |
| 28    | 35 a 39 | 12    |
| 20    | 30 a 34 | 12    |
| 8     | 25 a 29 | 32    |
| 8     | 20 a 24 | 0     |
| 20    | 15 a 19 | 20    |
| 12    | 10 a 14 | 32    |
| 32    | 5 a 9   | 12    |
| 4     | 0 a 4   | 8     |

## Economia
El 2007 la població en edat de treballar era de 368 persones, 253 eren actives i 115 eren inactives. De les 253 persones actives 225 estaven ocupades (126 homes i 99 dones) i 28 estaven aturades (13 homes i 15 dones). De les 115 persones inactives 43 estaven jubilades, 37 estaven estudiant i 35 estaven classificades com a «altres inactius».

### Ingressos
El 2009 a Grouches-Luchuel hi havia 210 unitats fiscals que integraven 572,5 persones, la mediana anual d'ingressos fiscals per persona era de 15.943 €.

### Activitats econòmiques
Dels 7 establiments que hi havia el 2007, 1 era d'una empresa extractiva, 3 d'empreses de construcció, 1 d'una empresa de comerç i reparació d'automòbils i 2 d'empreses classificades com a «altres activitats de serveis».
Dels 2 establiments de servei als particulars que hi havia el 2009, 1 era un paleta i 1 perruqueria.
L'any 2000 a Grouches-Luchuel hi havia 5 explotacions agrícoles.

## Equipaments sanitaris i escolars
El 2009 hi havia una escola elemental integrada dins d'un grup escolar amb les comunes properes formant una escola dispersa.

## Poblacions més properes
El següent diagrama mostra les poblacions més properes.